# Memorialistica garibaldina
La memorialistica garibaldina è un genere letterario sviluppatosi in Italia nella seconda metà dell'Ottocento.
Si tratta di cronache, memorie e racconti legati alle imprese garibaldine, in gran parte redatte da scrittori che vi avevano personalmente partecipato.

## Autori e opere
- Giuseppe Cesare Abba, Opere varie.
- Enrico Albanese, La ferita di Garibaldi ad Aspromonte, 1907.
- Giuseppe Bandi, I Mille. Da Genova a Capua (1886).
- Achille Bizzoni, Garibaldi nella sua epopea, Milano, Sonzogno, 1905-1907, SBN RAV0224460.
- Felice Cavallotti, Storia dell'insurrezione di Roma del 1867 (1869).
- Eugenio Checchi, Memorie alla casalinga di un garibaldino. Guerra nel Tirolo 1866, Livorno, Francesco Tellini, [dopo il 1866].
- Francesco Crispi, I Mille. Da documenti dell'archivio Crispi, Milano, F.lli Treves, 1911, SBN RAV0224857.
- Giacomo Emilio Curatulo, Aneddoti garibaldini (1929).
- Virgilio Estival, Garibaldi e il governo italiano nel 1866 (1866).
- Giuseppe Garibaldi, Memorie (1872), Cantoni il volontario (1870), I Mille (1874).
- Bartolomeo Marchelli, Da Quarto a Palermo (1889).
- Alberto Mario, Camicia rossa (1870).